# Kandalos (syn Heliosa)
Kandalos (gr. Κάνδαλον) − w mitologii greckiej jeden z Heliadów, syn boga Heliosa i nimfy Rode, wnuk Posejdona. Podobnie jak bracia był astrologiem, razem z nimi zabił Tenagesa, który był z nich najmądrzejszy. Potem odpłynął z Rodos na wyspę Kos, w archipelagu Sporady, gdzie został królem. 

## W kulturze
- Diodor Sycylijski, Biblioteka historyczna
- Strabon, Geografia
- Stefanos z Bizancjum, Ethnika
- Parthenios z Nicei, Erotiká pathémata